# 威尔伯·桑切斯
威尔伯·桑切斯（西班牙語：Wilber Sánchez，1968年12月21日—），古巴男子摔跤运动员。他曾代表古巴参加1992年和1996年夏季奥林匹克运动会摔跤比赛，其中1992年奥运会获得一枚铜牌。